# Marian Babirecki
Marian Babirecki (ur. 18 stycznia 1933 w Hnidawie k. Tarnopola, zm. 5 czerwca 1980 na Oceanie Atlantyckim) – inżynier, jeździec, trener jeździectwa, olimpijczyk z Rzymu 1960. Mieszkał w Gnieźnie, zaczął jeździć konno w tamtejszym Stadzie Ogierów pod pieczą legendarnego trenera jeździectwa  Czesława Matławskiego. Absolwent  Liceum im. B Chrobrego w Gnieźnie, gdzie w 1951 otrzymał świadectwo dojrzałości. Ukończył dwie Wyższe Szkoły Rolnicze z tytułami inżynierskimi w zakresie technologii drewna (we Wrocławiu) i zootechniki (w Poznaniu).
Jeździł na wielu koniach, zarówno w konkursach skoków, jak i we wszechstronnym konkursie konia wierzchowego. Miał też w karierze starty w rozmaitych gonitwach, m.in. w Wielkiej Pardubickiej. Najwięcej sukcesów odniósł na koniu Volt, na którym zdobył w WKKW 8. miejsce na olimpiadzie w Rzymie w 1960 r. i tytuł mistrza Europy w 1965 r. Pomiędzy tymi dwiema imprezami koń przeszedł długotrwałe leczenie i nie startował przez prawie trzy lata, gdyż groziła mu utrata wzroku. Gdy w 1967 r. Volt musiał zakończyć karierę sportową z powodu stanu zdrowia, zakończył ją też Marian Babirecki.
Po zakończeniu kariery był trenerem jeździeckim na Kubie do 1975 r., po czym podjął tam pracę w zawodzie technologa drewna.
Uprawiał nurkowanie i w trakcie jednego z nurkowań zginął tragicznie w Atlantyku w rejonie Hawany, podczas polowania z kuszą. Pochowany został w Mielcu.

## Osiągnięcia
- 1959 – Mistrz Polski w skokach przez przeszkody
- 1960 – Mistrz Polski w ujeżdżeniu
- 1960 – 8 miejsce indywidualnie w Wszechstronnym Konkursie Konia Wierzchowego na olimpiadzie w Rzymie 1960 r
- 1962 – Mistrz Polski w ujeżdżeniu
- 1962 – Mistrz Polski we Wszechstronnym Konkursie Konia Wierzchowego
- 1964 – Mistrz Polski w ujeżdżeniu
- 1964 – Mistrz Polski we Wszechstronnym Konkursie Konia Wierzchowego
- 1965 – Mistrz Europy we Wszechstronnym Konkursie Konia Wierzchowego

## Rodzina
Jego druga żona Krystyna była trenerem jeździectwa, współpracowała z reprezentacją Polski w pięcioboju nowoczesnym.